# Bruce Edwards Ivins
|  | Dieser Artikel wurde aufgrund von formalen oder inhaltlichen Mängeln in der Qualitätssicherung Biologie zur Verbesserung eingetragen. Dies geschieht, um die Qualität der Biologie-Artikel auf ein akzeptables Niveau zu bringen. Bitte hilf mit, diesen Artikel zu verbessern! Artikel, die nicht signifikant verbessert werden, können gegebenenfalls gelöscht werden. Lies dazu auch die näheren Informationen in den Mindestanforderungen an Biologie-Artikel. |

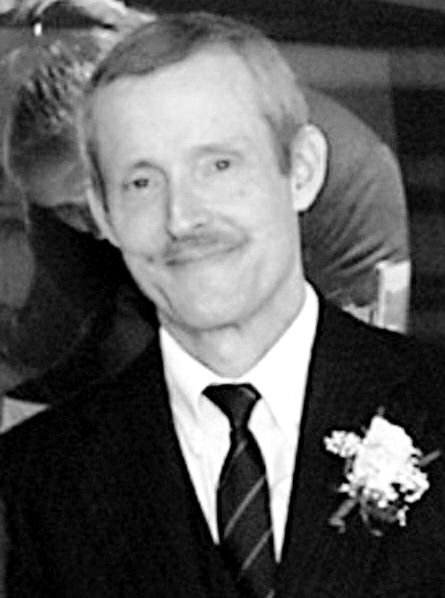
Bruce Edwards Ivins (2003)

Bruce Edwards Ivins (* 22. April 1946 in Lebanon, OH; † 29. Juli 2008 in Frederick, MD) war ein US-amerikanischer Mikrobiologe, Immunologe und Forscher für B-Waffen am United States Army Medical Research Institute of Infectious Diseases (USAMRIID) in Fort Detrick in Maryland. Er ist laut FBI und örtlicher Staatsanwaltschaft Hauptverdächtiger der Anthrax-Anschläge 2001.

## Leben
Ivins erwarb einen Bachelor of Science (1968), einen Master of Science (1971) und einen Doktorgrad (1976), jeweils in Mikrobiologie und jeweils verliehen von der University of Cincinnati. Seine Dissertation hat die Toxizität krankheitserregender Bakterien zum Thema. Ivins war ab 1983 am United States Army Medical Research Institute of Infectious Diseases beschäftigt.
Ivins publizierte mindestens 44 wissenschaftliche Abhandlungen, die älteste ist auf den 18. Mai 1969 datiert. Er ist Inhaber der beiden US-Patente Nr. 6316006 (2001; Asporogenic B anthracis expression system) und Nr. 6387665 (2002; Method of making a vaccine for anthrax).
Am Morgen des 27. Juli 2008 wurde Ivins bewusstlos zu Hause aufgefunden und in das Frederick Memorial Hospital (Maryland) eingeliefert, wo er zwei Tage später starb; als Todesursache wurde eine Überdosis des Schmerzmittels Paracetamol festgestellt. Einige Tage zuvor erlangte er Kenntnis davon, dass das FBI gegen ihn wegen der Milzbrand-Anschläge 2001 ermittelte.
Ein Konsortium der US-Akademie der Wissenschaften bezweifelt die Stichhaltigkeit der Beweise, die das FBI erbrachte, wonach der Armee-Forscher Bruce Ivins für die Anthrax-Verbreitung verantwortlich war. Es gebe keinen Hinweis auf Zusammenhänge zwischen den Anthrax-Bakterien in dessen Labor in Maryland und den Sporen in den Briefen.